# Code pénal (Russie)
Le Code pénal russe, ou Code pénal de la fédération de Russie (russe : Уголовный кодекс Российской Федерации, frequently abbreviated УК РФ), est le principal instrument du droit pénal en fédération de Russie. Cette version du code pénal est entrée en vigueur le 1er janvier 1997. Le 8 janvier, le président Boris Eltsine a promulgué ce Code pour réglementer les verdicts et condamnations. La nouvelle mouture de ce code pénal a remplacé la version de 1960, en vigueur en Union soviétique. Les principales évolutions portent sur les délits économiques et les atteintes aux biens (en).